# اونوفریو بارون
اونوفریو بارون (انگلیسی: Onofrio Barone؛ زادهٔ ۴ ژوئیهٔ ۱۹۶۴) بازیکن فوتبال اهل ایتالیا است.
از باشگاه‌هایی که در آن بازی کرده‌است می‌توان به باشگاه فوتبال هلاس ورونا، باشگاه فوتبال تراپانی، باشگاه فوتبال مسینا، باشگاه فوتبال فوجا، باشگاه فوتبال باری، و باشگاه فوتبال پالرمو اشاره کرد.